# Heinz von Schumann
Heinz von Schumann (* 14. Februar 1911 in Elbing; † 17. März 1993 in Waldliesborn) war ein deutscher Organist, Chordirigent, Musikdirektor, Komponist und Gymnasiallehrer.

## Leben
Heinz von Schumann besuchte das humanistische Königliche Gymnasium Elbing. Nach dem Abitur studierte er ab 1931 an der Albertus-Universität Königsberg Musikwissenschaft bei Joseph Müller-Blattau und Germanistik bei Josef Nadler und Paul Hankamer. Bereits im 2. Semester 1931 erhielt er die Organisten- und Chordirigentenstelle an der Kirche zur Heiligen Familie (Königsberg). Zugleich durchlief er eine praktische musikalische Ausbildung am Hochschulinstitut für Schul- und Kirchenmusik. 1933 übernahm er in Königsberg die Leitung des Schubertchores. 1935 machte er ihn zu einem Oratorienchor und führte mit ihm Werke von Joseph Haas, Hermann Grabner und Hans Pfitzner auf. Außerdem leitete er ab 1937 die Thalia und ab 1938/39 den Königsberger Männergesangverein.
1935 heiratete er eine Tochter des berühmten Imkers Carl Rehs. Zwischen 1936 und 1948 schenkte sie ihm sechs Töchter und zwei Söhne. 1939 bestand er in Berlin die Künstlerische Prüfung für das Lehramt an Höheren Schulen. Zur Wehrmacht eingezogen, nahm er von 1939 bis 1945 am Zweiten Weltkrieg teil und kämpfte beim Überfall auf Polen, im Westfeldzug und Deutsch-Sowjetischen Krieg. Dennoch konnte er 1941 nach einem weiteren Studiensemester die Wissenschaftliche Prüfung für das Lehramt an Höheren Schulen in Königsberg ablegen. Im selben Jahr wechselte er als Organist an die katholische Adalbertkirche (Königsberg). Nachdem er 1943 schließlich die Pädagogische Prüfung in Berlin abgelegt hatte, wurde er Studienassessor und 1944 Studienrat.
In der Schlacht um Ostpreußen floh seine Frau am 23. Januar 1945 mit sieben kleinen Kindern auf dem Lazarettschiff Pretoria  über die Ostsee nach Greifswald.  Dort baute Schumann einen Jugendchor und ein Jugendorchester der Freien Deutschen Jugend auf. Zur Mitgliedschaft in der SED gedrängt, floh er mit der Familie nach Hessen. In Fulda wurde er 1947 Studienrat und Musikbeauftragter der Stadt. Mit dem Konzertchor „Winfridia“ Fulda und dem Städtischen Kammerorchester inszenierte er die Uraufführung der Totenmesse von Joseph Haas und seiner eigenen Kantate Frieden auf Erden.
Von 1953 bis 1955 wechselte er als Studienrat nach Duisburg, wo er den Ostpreußenchor leitete. Anschließend war er bis zur Pensionierung 1969 Städtischer Musikdirektor in Lippstadt.

## Ehrungen
- Kulturpreis der Landsmannschaft Ostpreußen (1979)

## Schriften
- Unvergessliche Musikstadt Königsberg. In: Ostpreußenblatt, 26. Jg. (1975) Folge 32, S. 9 und Folge 33, S. 6.
- Unvergessliche Musikstadt Königsberg. (Über die Vereinigte Musikalische und Singakademie.) In:  Ostpreußenblatt, 27. Jg. (14. Februar 1976) Folge 7, S. 9.[2]